# Szélesfülűegér-formák
A szélesfülűegér-formák (Otomyinae) az emlősök (Mammalia) osztályának a rágcsálók (Rodentia) rendjébe, ezen belül az egérfélék (Muridae) családjába tartozó alcsalád.

## Rendszertani besorolásuk
A szélesfülűegér-formák az óvilági egérfélék csoportjához tartoznak. 2005-ben Musser és Carleton alcsaládi színtre emelték a korábban az egérformák alcsaládjába sorolt nemzetséget, de a legújabb molekuláris genetikai vizsgálat azt mutatta, hogy e fajok az egérformák alcsaládjából fejlődtek ki; szóval a szélesfülűegér-formák fajok is tulajdonképpen az egérformák közé tartoznak (Jansa & Weksler, 2004; Michaux et al., 2001; Steppan et al., 2004).

## Rendszerezés
Az alcsaládba 1 nemzetség, 3 nem és 30 faj tartozik:
- Otomyini
  - Myotomys Thomas, 1918 – 2 faj
  - Otomys F. Cuvier, 1824 – 26 faj
  - Parotomys Thomas, 1918 – 2 faj

### Fordítás
Ez a szócikk részben vagy egészben  az   Otomyini című angol Wikipédia-szócikk fordításán alapul.  Az eredeti cikk szerkesztőit annak laptörténete sorolja fel. Ez a jelzés csupán a megfogalmazás eredetét és a szerzői jogokat jelzi, nem szolgál a cikkben szereplő információk forrásmegjelöléseként.